# 布里奇維爾 (加利福尼亞州)
布里奇維爾（英語：Bridgeville）是位於美國加利福尼亞州洪堡縣的一個非建制地區。該地的面積和人口皆未知。

## 地理
布里奇維爾的座標為40°28′10″N 123°47′59″W / 40.46944°N 123.79972°W，而該地的平均海拔高度為194米（即636英尺）。